# Psiniec
Psiniec (nazwa oboczna Kolonowicki) – potok na ziemi prudnickiej, w południowo-zachodniej Polsce, w województwie opolskim, powiecie prudnickim. Dopływ rzeki Biała, długości 8,15 km. Przepływa przez gminy Prudnik i Biała.
Źródło potoku znajduje się na gruntach gminy Prudnik, pomiędzy wsiami Rudziczka i Laskowiec, na północ od miasta Prudnik. Przepływa w rejonie Laskowca, Kolnowic i Miłowic. W granicach administracyjnych miasta Biała uchodzi do rzeki Biała, będącej dopływem Osobłogi.